# Верхейл, Кейс
Кейс Верхейл (нидерл. Kees Verheul; 9 февраля 1940, Хенгело, Оверэйссел — 16 марта 2024, Ларен, Северная Голландия) — нидерландский филолог-славист, писатель, переводчик.

## Биография
Окончил Утрехтский университет. Защитил диссертацию по теме времени в творчестве Ахматовой в Амстердамском университете. Преподавал русскую литературу в Амстердамском и Гронингенском университете. Дружил с Иосифом Бродским. Жил в Амстердаме и Гааге.
Умер 16 марта 2024 года в доме Розы Спир в Ларене в возрасте 84 лет. Более трёх недель назад у него случился инфаркт мозга. С тех пор он не приходил в сознание.

## Творчество
Переводил на голландский стихи Анненского, Ахматовой, Мандельштама, И. Бродского, мемуары Надежды Мандельштам, книги Андрея Платонова, а с голландского на русский — стихи Гвидо Гезелле, Мартинуса Нейхофа. Автор цикла исторических романов о Тютчеве — «Вилла Бермонд» (премия П. Вяземского), «Соната „Буря“»; статей о переводимых поэтах, о прозе Лидии Гинзбург, поэзии Льва Лосева, Бориса Рыжего и др.

## Избранные публикации
- The theme of time in the poetry of Anna Axmatova (1971)
- Встреча с врагом/ Kontakt met de vijand (1974)
- Verlaat debuut en andere opstellen (1976)
- Antwoord van een buitenstaander (1981)
- Een jongen met vier benen (1982)
- Rusland begint bij de IJssel (1985)
- Een volmaakt overwoekerde tuin (1987)
- De Tutcheffs (1992-…)
  - Villa Bermond (1992)
  - Stormsonate (2006)
- Een vierkant in de toendra (1993)
- Het mooiste van alle dingen. Romeinse essays (1994)
- Dans om de wereld. Fragmenten over Joseph Brodsky (1997)
- Портрет Люсеберта / Portret van Lucebert (1998)
- Een kleine knieval (1998)
- De dolende pen (2002)

## Публикации на русском языке
- Вилла Бермонд. СПб.: Журнал «Звезда», 2000
- Танец вокруг мира. Встречи с Иосифом Бродским. СПб.: Журнал «Звезда», 2002
- Соната «Буря». СПб.: Журнал «Звезда», 2010

## Награды и признание
- премия Бюскена Хюэта (1977) — за сборник эссе «Verlaat debuut en andere opstellen» (1976)
- премия Алейды Схот (1991) — за переводы стихов Бродского для книги «De herfstkreet van de havik» (1989)
- премия им. П. А. Вяземского (1999) — за роман «Вилла Бермонд» в русской версии.